# Descampsacris
Descampsacris is een geslacht van rechtvleugeligen uit de familie Ommexechidae. De wetenschappelijke naam van dit geslacht is voor het eerst geldig gepubliceerd in 1972 door Ronderos.

## Soorten
Het geslacht Descampsacris  is monotypisch en omvat slechts de volgende soort:
- Descampsacris serrulatum (Thunberg, 1824)